# Sprewitz (Adelsgeschlecht)

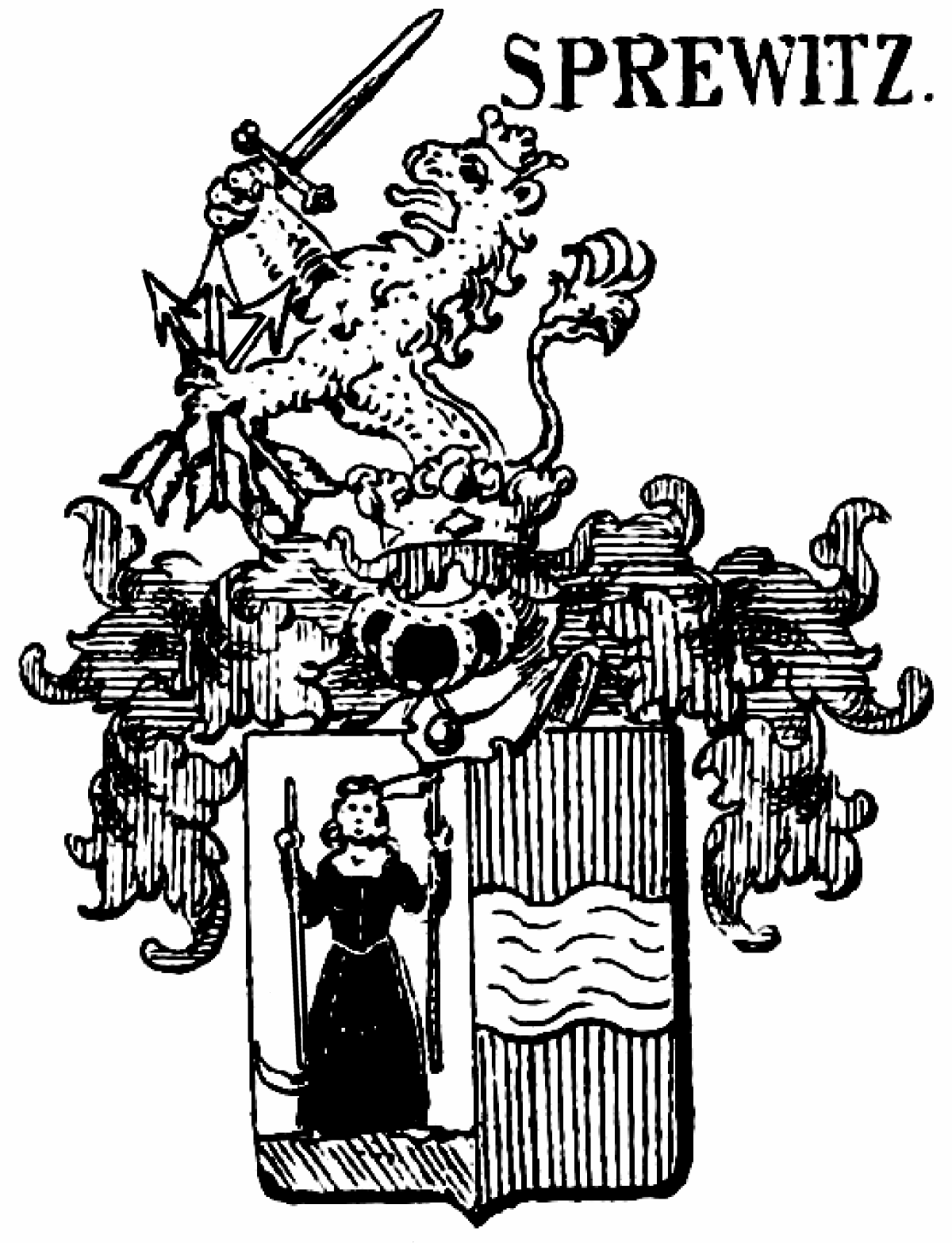
Wappen derer von Sprewitz

Sprewitz, auch Sprevitz, ist der Name eines aus Mecklenburg stammenden Adelsgeschlechts.

## Geschichte
Die Stammreihe des Geschlechts beginnt mit dem Juristen Johann Christoph Sprewitz aus Güstrow, Fiskalrat bei der herzoglichen Justizkanzlei in Rostock.
Dessen Sohn Joachim Jacob Sprewitz († 1819) schlug nach Studium in Rostock, für das er im November 1787 immatrikuliert wurde die Offizierslaufbahn ein. 1795 trat er als Sekondeleutnant in das Herzoglich Mecklenburgische Infanterie-Regiment von Pressentin (ab 1797: Regiment Erbprinz) ein. Als Capitain (Hauptmann) und Quartiermeister wurde er mit Diplom vom 10. August 1803, ausgestellt in Rudolstadt, von Fürst Ludwig Friedrich II. zu Schwarzburg-Rudolstadt in Kraft der seinem Hause zustehenden großen Comitive, unter Verleihung von vier Ahnen väterlicher und mütterlicher Seite, in den erblichen Adelstand erhoben. Er diente auch in den Feldzügen von 1812 bis 1815 als Quartiermeister und nahm 1819 seinen Abschied. Jacob von Sprewitz heiratete die reiche Holländerin Helene Zimmermann (1772–1826) aus Bergen op Zoom, während er mit mecklenburgischen Truppen im holländischen Sold stand. Von den sieben Kindern aus dieser Ehe schlugen drei Söhne ebenfalls eine Offizierslaufbahn ein. Vermutlich ist mit Wilhelm Johannes Paul Christian von Sprewitz (* 1. Oktober 1833 in Rostock; † am 13. September 1890 in Neustadt-Glewe) der letzte männliche Abkömmling verstorben.
Ein anderer Sohn von Johann Christoph Sprewitz, Daniel Friedrich Heinrich Sprewitz (getauft 6. September 1773 in St. Jakobi Rostock), kam 1795 als Klavierlehrer nach St. Petersburg, wo er 1798 zusammen mit einem weiteren Bruder, Wilhelm Ludwig Heinrich Sprewitz, den Musikalien-Handel und -verlag Gebrüder Sprewitz gründete. Von 1799 bis 1829 ist er als hochgeehrter Klavierlehrer in Moskau nachweisbar. Ab 1832 lebte er in Hamburg. Er war ein bedeutender Sammler orientalischer Münzen. Mit der Verleihung des Russischen Ordens der Heiligen Anna erhielt er 1828 den persönlichen russischen Adelsstand.

## Wappen
Das Wappen ist gespalten. Es zeigt vorn im silbernen Feld auf grünem Boden eine stehende, vorwärts gekehrte, schwarzgekleidete Jungfrau, die in jeder etwas erhobenen Hand eine Sense hält. Das Eisen der rechten Sense ist nach unten und außen, das der linken nach oben und innen gekehrt. Hinten im roten Feld ist ein balkenförmig gezogener Wasserstrom natürlich blauer und weißer Farbe. Auf dem gekrönten Helm befindet sich ein wachsender gekrönter goldener Löwe, der in der rechten Pranke ein blankes Schwert, in der linken drei übereinander gelegte silberne Pfeile hält. Die Decken sind blau und rot.
Die linke Schildhälfte, sowie der Helmschmuck erinnern an die Familie von Criwitz, aus der der Geadelte in mütterlicher Linie stammte, da seine Mutter Magdalene, geb. von Criwitz (getauft 6. Oktober 1729 in Güstrow, † 4. November 1818 in Bützow) eine Schwester des letzten von Criwitz war.

## Angehörige
- Adolph von Sprewitz (1800–1882), deutscher Burschenschafter und Oberinspektor des Landesarbeitshauses in Güstrow
- Anna von Sprewitz (1847–1923), deutsche Diakonisse
- Daniel von Sprewitz (1773–1844), deutsch-russischer Musiker, Verleger und Numismatiker